# Dia internacional per recordar les víctimes de l'esclavitud i el tràfic d'esclaus
El Dia Internacional de Memòria de les Víctimes de l'Esclavitud i del Tràfic Transatlàntic d'Esclaus és una celebració internacional de les Nacions Unides designada l'any 2007 per celebrar-se el 25 de març de cada any.
El dia honra i recorda els que van patir i van morir a conseqüència del tràfic transatlàntic d'esclaus, en el que s'ha anomenat "la pitjor violació dels drets humans de la història". Les víctimes de l'esclavitud durant 400 anys són 15 milions d'homes, dones i els nens.

## Història
Es va commemorar per primera vegada l'any 2008 amb el tema "Trencant el silenci, perquè no ens n'oblidem". El lema del 2015 va ser "Dones i esclavitud". El Dia Internacional també "pretén conscienciar sobre els perills del racisme i els prejudicis avui".
Amb l'any 2015 que va marcar l'inici de la Dècada Internacional de les Nacions Unides per a les persones d'ascendència africana, es va inaugurar un monument permanent a la seu de l'ONU a Nova York, titulat "L'arca del retorn" i dissenyat per l'arquitecte Rodney Leon, que també va dissenyar el Monument Nacional Cementiri Africà.